# Librem 5
Librem 5 — це смартфон, виготовлений компанією Purism, який входить до лінійки продуктів Librem . Телефон розроблено з метою використання безкоштовного програмного забезпечення, коли це можливо, включає PureOS, операційну систему Linux, за замовчуванням  і станом на 2021 рік є єдиним смартфоном, рекомендованим Free Software Foundation .  Як і інші продукти Librem, Librem 5 зосереджується на конфіденційності та свободі та включає такі функції, як апаратні вимикачі та компоненти, які легко замінити. Його назва з цифрою «5» вказує на розмір екрана, а не на версію випуску. Після оголошення 24 серпня 2017 року розповсюдження наборів розробників і обмежених попередніх моделей відбувалося протягом 2019 року та більшої частини 2020 року. Перша серійна версія Librem 5 була відправлена 18 листопада 2020 року.

## Історія
24 серпня 2017 року Purism розпочав краудфандингову кампанію для Librem 5,   смартфона, мета якого не лише працювати з безкоштовним програмним забезпеченням, що надається в PureOS, але й «[зосередитися] на безпеці дизайну та захисті конфіденційності. за замовчуванням". Purism стверджував, що телефон стане «першим у світі мобільним телефоном, який використовує наскрізне шифрування децентралізованого зв’язку».  Purism співпрацював із GNOME у розробці програмного забезпечення Librem 5. Планується, що KDE і Ubuntu Touch також будуть запропоновані як додаткові інтерфейси. 
Випуск Librem 5 кілька разів відкладався. Спочатку його планували запустити в січні 2019 року. Purism оголосив 4 вересня 2018 року, що дату запуску буде відкладено до квітня 2019 року  через дві помилки керування живленням процесора та святковий сезон у Європі та Північній Америці. Комплекти розробки для розробників програмного забезпечення, які були відправлені в грудні 2018 року , не постраждали від помилок, оскільки розробники зазвичай підключають пристрій до розетки, а не покладаються на акумулятор телефону. У лютому дату запуску знову перенесли на третій квартал 2019 року через необхідність подальших тестів ЦП. 
У липні 2019 року було оголошено про специфікації та попередні замовлення від $649 до $699.  5 вересня 2019 року компанія Purism оголосила, що відправлення заплановано на кінець місяця, але це буде «ітеративний» процес.  Ітеративний план випуску включав анонс шести різних «партій» випусків Librem 5, з яких перші чотири будуть обмеженими моделями попереднього виробництва. Кожна послідовна партія, яка складалася з різних кодових імен і дат випуску на деревну тематику, включала вдосконалення апаратного, механічного та програмного забезпечення. Purism зв’язався з кожним клієнтом, який зробив попереднє замовлення, щоб дозволити їм вибрати, яку партію вони бажають отримати. Передсерійні партії в порядку випуску включали кодові назви «Осика», «Береза», «Каштан», «Кизил». П'ята партія, "Evergreen", стане офіційною серійною моделлю, тоді як шоста партія, "Ялина", буде другою серійною моделлю.
24 вересня 2019 року компанія Purism оголосила про початок доставки першої партії телефонів Librem 5 (Aspen) обмеженого виробництва.   Було створено відео раннього телефону , а незабаром після цього було опубліковано оновлення про доставку та статус.   Однак пізніше стало відомо, що партія Aspen була відправлена тільки співробітникам і розробникам. 22 листопада 2019 року було повідомлено, що друга партія (Birch) складатиметься з близько 100 телефонів і буде в руках спонсорів до першого тижня грудня.  У грудні 2019 року Джим Солтер з Ars Technica повідомив про отримання «прототипів» пристроїв; однак насправді вони ще не були «телефоном». Не було звуку під час спроби здійснити телефонний дзвінок (це було виправлено за допомогою оновлення програмного забезпечення через кілька тижнів  ), а камери ще не працювали.  Повідомлення про третю партію обмежених моделей перед масовим виробництвом (Chestnut), отриманих клієнтами та рецензентами, відбулися в січні 2020 року.  До травня 2020 року TechRadar повідомляв, що якість зв’язку була нормальною, хоча режим динаміків був «трохи тихим», а регулювання гучності не працювало. За даними TechRadar, час роботи батареї від 3 до 5 годин і нездатність телефону заряджатися, коли він увімкнений, були «яскравим нагадуванням про статус бета-версії Librem 5». 
18 листопада 2020 року Purism оголосив у прес-релізі, що вони почали доставку готової версії Librem 5, відомої як «Evergreen».   Після випуску в грудні 2019 року компанія Purism оголосила, що запропонує версію телефону «Librem 5 USA» за ціною 1999 доларів США, яка збирається в Сполучених Штатах для додаткової безпеки ланцюжка поставок .  За словами генерального директора компанії Purism Тодда Вівера, «наявність безпечного ланцюжка поставок у США, що підлягає перевірці, включаючи закупівлю запчастин, виготовлення, тестування, складання та реалізацію в межах одного об’єкта, є найкращою історією безпеки». 

## Обладнання

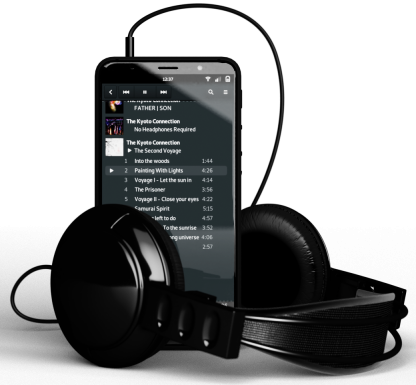
Художнє зображення телефону Librem 5

Librem 5 має 4-ядерний процесор i.MX 8M із вбудованим графічним процесором, який підтримує OpenGL 3.0, OpenGL ES 3.1, Vulkan 1.0 і OpenCL 1.2 із стандартними драйверами;  однак, оскільки використовуваний драйвер є драйвером Etnaviv з відкритим кодом, наразі він підтримує лише OpenGL 2.1 та OpenGL ES 2.0.   Він має 3 ГБ оперативної пам’яті, 32 ГБ пам’яті eMMC, задню камеру на 13 МП і фронтальну камеру на 8 МП. На лівій стороні телефону є 3 апаратних перемикача, які відключають живлення камери та мікрофона, модему Wi-Fi і Bluetooth, а також радіо-модему.  ) Для заряджання пристрою 4500 використовується роз’єм USB-C літієва батарея мАг. 144 мм (5,7") IPS-дисплей має роздільну здатність 1440×720 пікселів. Він також має 3,5 mm Гніздо для навушників/мікрофона TRRS, один слот для SIM-карти та слот для картки microSD. 

### Мобільна безпека

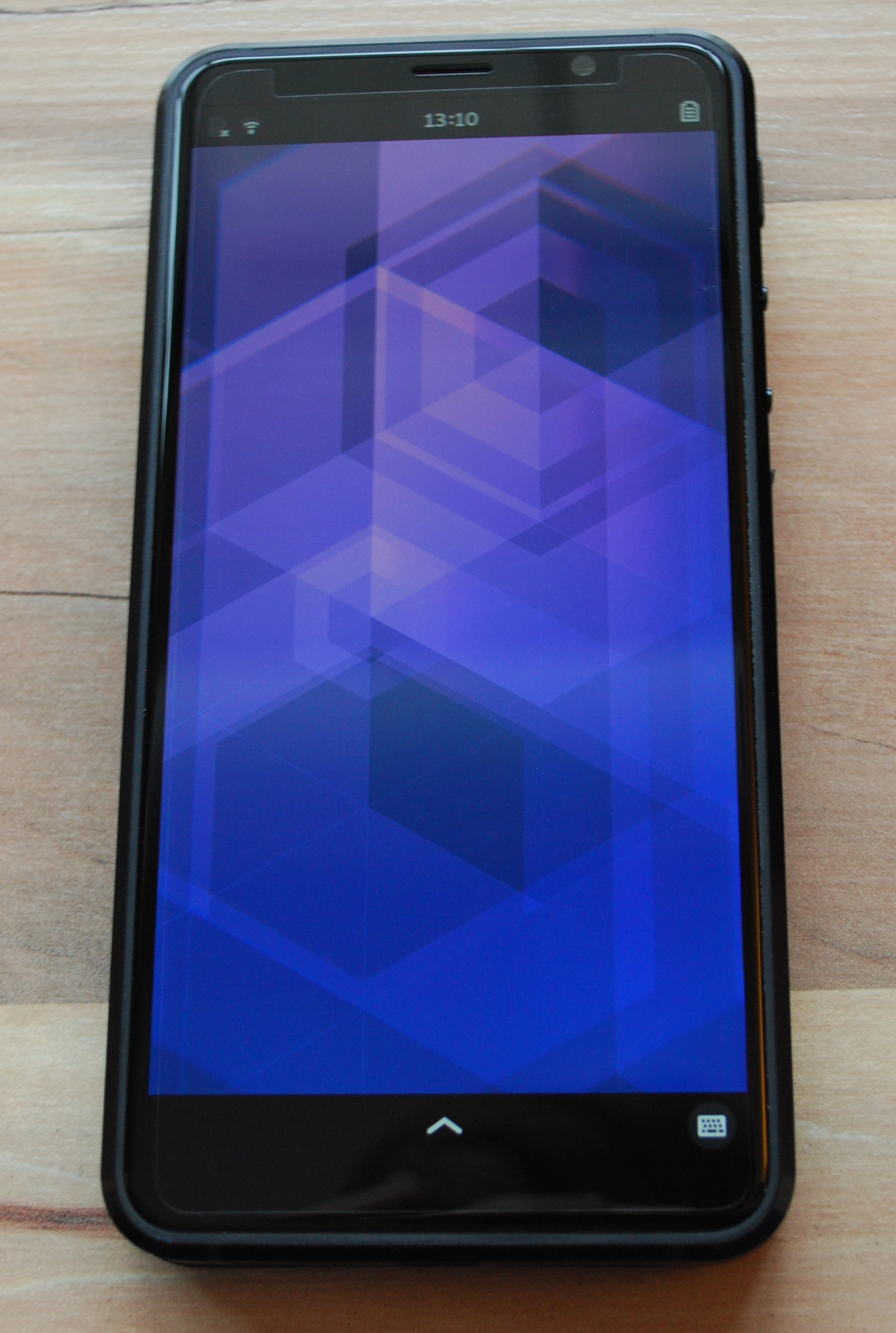
Librem 5 із фоном робочого столу за умовчанням

Апаратне забезпечення оснащено трьома апаратними перемикачами, які фізично відключають живлення від обох камер і мікрофона, Wi-Fi і Bluetooth, а також радіо процесора відповідно. Додаткові запобіжні заходи можна використовувати в режимі блокування, який, окрім вимкнення камер, мікрофона, WiFi, Bluetooth і стільникового зв’язку, також відключає живлення GNSS, IMU, зовнішнього освітлення та датчика наближення . Це можливо через те, що ці компоненти не інтегровані в систему на чіпі (SoC), як у звичайних смартфонах. Натомість базова смуга стільникового зв’язку та компоненти Wi-Fi/Bluetooth розташовані на двох змінних картах M.2, що означає, що їх можна змінити для підтримки різних стандартів бездротового зв’язку.   Вимикач, що перериває ланцюг до мікрофона, запобігає використанню 3,5-мм аудіороз'єму для акустичного криптоаналізу . 
Замість інтегрованого мобільного SoC, який є в більшості смартфонів, Librem 5 використовує шість окремих мікросхем: i. MX 8M Quad, Silicon Labs RS9116, Broadmobi BM818 / Gemalto PLS8, STMicroelectronics Teseo-LIV3F, Wolfson Microelectronics WM8962 і Texas Instruments bq25895. 
Недоліком використання виділених чіпів замість інтегрованої системи на чіпі є те, що для роботи окремих чіпів потрібно більше енергії, а друковані плати телефону набагато більші. З іншого боку, використання окремих компонентів означає більш тривалу підтримку від виробників, ніж у мобільних SoC, які мають короткі терміни підтримки.  Відповідно до Purism, Librem 5 розроблений, щоб уникнути запланованого старіння, і отримуватиме довічні оновлення програмного забезпечення. 
Librem 5 є першим телефоном, який містить зчитувач смарт-карт, куди можна вставити картку OpenPGP для безпечних криптографічних операцій.  Purism планує використовувати карти OpenPGP для реалізації зберігання ключів GPG, розблокування диска, безпечної автентифікації, локального сховища паролів, захисту конфіденційних файлів, користувачів і подорожувальників. 
Щоб забезпечити кращу безпеку, увесь вихідний код у кореневій файловій системі є безкоштовним програмним забезпеченням із відкритим вихідним кодом і може переглядатися користувачем. Purism публікує схеми друкованих плат (PCB) Librem 5 під ліцензією GPL 3.0+  і публікує рентгенівські знімки телефону , щоб користувач міг переконатися, що не було жодних змін. до апаратного забезпечення, наприклад вставлених шпигунських чіпів. 

## Програмне забезпечення

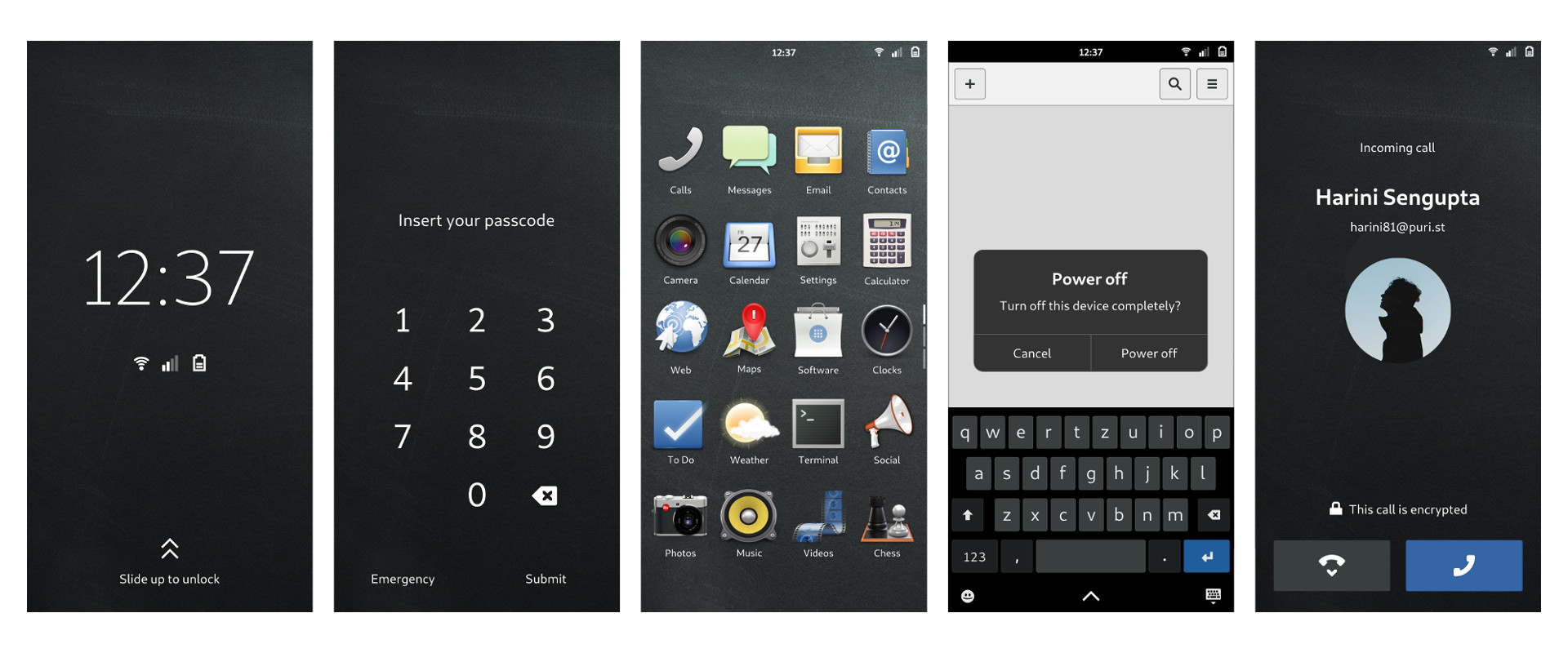
Ранні розробки Phosh, мобільної оболонки GNOME, розробленої Purism і GNOME (2018-05)

Librem 5 поставляється з PureOS від Purism, похідною Debian GNU/Linux . Операційна система використовує новий мобільний користувальницький інтерфейс, розроблений Purism під назвою Phosh, скорочено від " phone shell". Він заснований на Wayland, wlroots, GTK 3 і GNOME .  На відміну від інших мобільних інтерфейсів Linux, таких як Ubuntu Touch і KDE Plasma Mobile, Phosh базується на тісній інтеграції зі стеком програмного забезпечення Linux для настільних комп’ютерів, що, на думку розробників Purism, полегшить його підтримку в довгостроковій перспективі та включення в існуючі дистрибутиви Linux для настільних ПК. Phosh був упакований у низку настільних дистрибутивів (Debian, Arch, Manjaro, Fedora та openSUSE) і використовується 8-ма з 16 портів Linux для PinePhone . 
Телефон є конвергентним пристроєм:   якщо його підключити до клавіатури, монітора та миші, він може запускати програми Linux, як це робить настільний комп’ютер. Багато настільних програм Linux також можна запускати на телефоні, хоча, можливо, без сенсорного інтерфейсу користувача. 

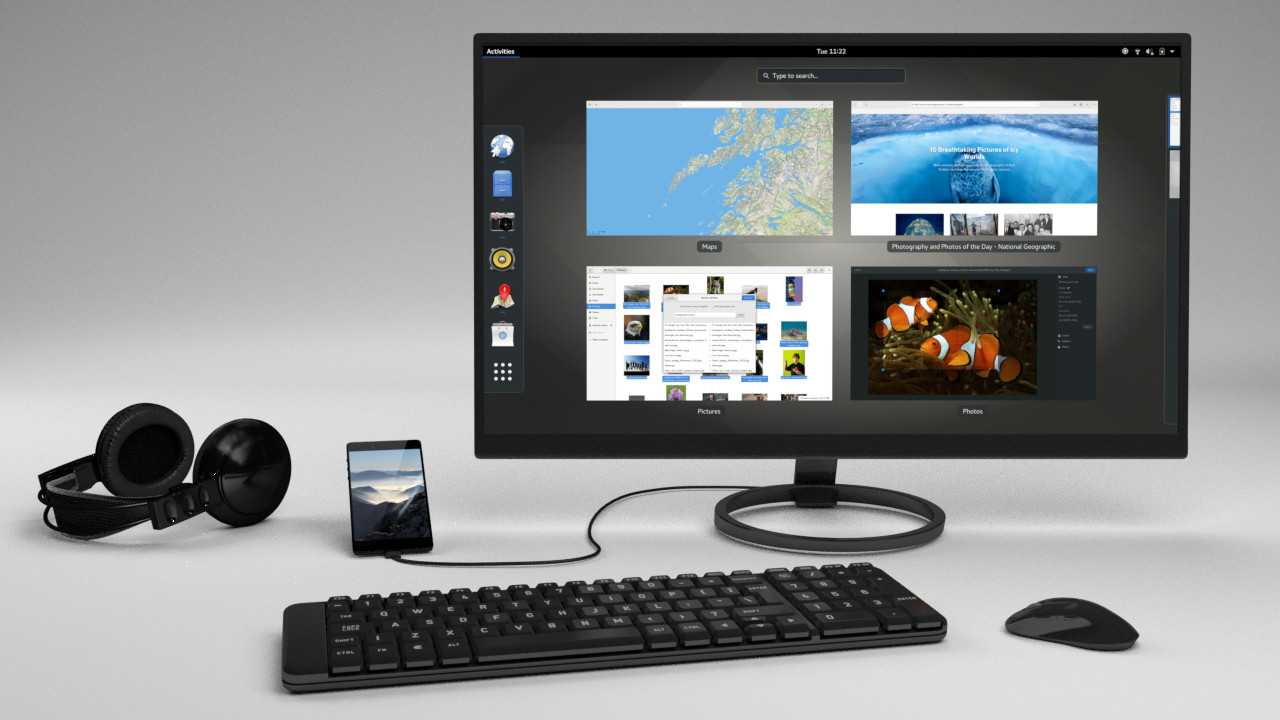
Конвергенція мобільного/настільного комп’ютера: мобільний телефон Librem 5, підключений до клавіатури, екрана та миші, працює як настільний комп’ютер.

Purism використовує унікальний підхід до конвергенції, скорочуючи існуюче програмне забезпечення для настільних комп’ютерів, щоб повторно використовувати його в мобільному середовищі. Purism розробив бібліотеку libhandy, щоб зробити програмне забезпечення GTK адаптивним, щоб його елементи інтерфейсу адаптувалися до менших мобільних екранів.  Навпаки, інші компанії, такі як Microsoft і Samsung з Ubuntu (і Canonical до Unity8), намагалися досягти конвергенції, маючи окремі набори програмного забезпечення для середовищ мобільних і настільних ПК. Більшість програм для iOS, програм для Android і Kirigami від Plasma Mobile реалізують конвергенцію, оновлюючи наявні мобільні програми для використання в інтерфейсі робочого столу. 
Purism стверджує, що «Librem 5 стане першим в історії смартфоном на базі Matrix, який використовує наскрізне шифрування децентралізованого зв’язку в додатку для дзвінків та обміну повідомленнями».  

Purism не вдалося знайти безкоштовний стільниковий модем із відкритим вихідним кодом, тому в телефоні використовується модем із запатентованим обладнанням, але він ізольований від решти компонентів, а не інтегрований із системою на кристалі (SoC). Це заважає коду на модемі читати або змінювати дані, що надходять до та з SoC.  

## Дивись також
- Порівняння мобільних телефонів з відкритим кодом
- Список мобільних телефонів з відкритим кодом
- Блокувальник мікрофона
- Модульний смартфон
- PinePhone

## Зовнішні посилання
- Librem 5